# Aden Meinel

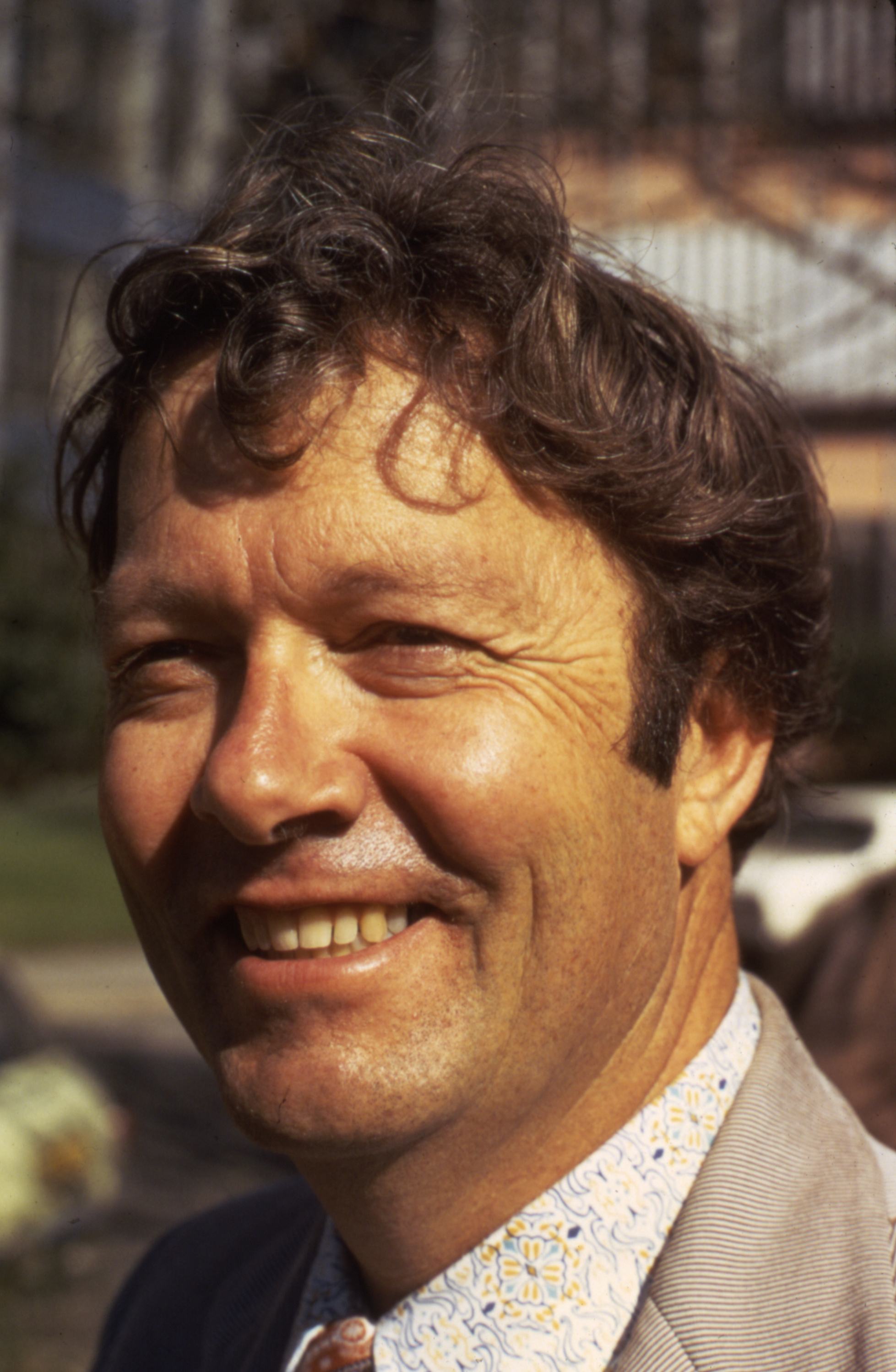
Aden Meinel

Aden Baker Meinel (* 25. November 1922 in Pasadena, Kalifornien; † 3. Oktober 2011 in Nevada) war ein US-amerikanischer Astronom, der besonders für seine Rolle im Entwurf und Bau großer Teleskope und Beobachtungsinstrumente bekannt ist.

## Leben
Aden Meinel war der Sohn des deutschstämmigen Immigranten John Meinel und von Gertrude Meinel und hatte zwei Brüder.
1944 heiratete Aden Meinel die Wissenschaftlerin Marjorie Meinel († 24. Juni 2002), die Tochter von Edison Pettit. Aus der Ehe gingen sieben Kinder hervor, darunter Carolyn P. Meinel.
Meinel studierte am Caltech (BA 1943, MA 1944) und erlangte Kenntnisse in Optik in der Optikwerkstatt des Mount-Wilson-Observatoriums. Während des Zweiten Weltkriegs war er Soldat in Europa. Er erlangte den Doktorgrad 1949 an der University of California, Berkeley mit dem Bau eines Spektrographen und einer darauf basierenden Arbeit zum Thema Eine spektrographische Studie des Nachthimmels und des Nordlichts im nahen Infrarot. Dabei entdeckte er die nach ihm benannten Banden des Hydroxyl-Radikals im Nachthimmelsspektrum. Bis 1956 war er Mitarbeiter und Associate Professor an der University of Chicago und stellvertretender Leiter des Yerkes-Observatoriums und McDonald-Observatoriums. 1959 wurde er in die American Academy of Arts and Sciences gewählt.
Meinel war an Standortauswahl und Aufbau des Kitt-Peak-Nationalobservatoriums beteiligt und dessen erster Direktor bis 1961. Danach war er Direktor des Steward-Observatoriums der University of Arizona und gründete 1964 dort das Zentrum für Optikwissenschaften. In diese Zeit fällt auch der Bau des innovativen Multiple Mirror Telescope. Neben seinen astronomischen Projekten entwickelte er auch Sensorsysteme für bodengebundene und weltraumgestützte Überwachungsaufgaben der US Air Force.
In den 1980ern ging er ans Jet Propulsion Laboratory und arbeitete zusammen mit seiner Frau an Konzepten für neue Weltraumteleskope, 1993 wurden beide dort pensioniert. Ein weiteres Interessengebiet beider Meinels war die Sonnenenergie.

## Auszeichnungen
- 1954: Helen-B.-Warner-Preis
- 1980: Frederic Ives Medal
- 1990: George-van-Biesbrock-Preis
- der Asteroid (4065) Meinel ist nach ihm benannt